# 王用 (成化進士)
王用（1450年—？），字士賢，山東青州府安丘縣人，軍籍，明朝政治人物。

## 生平
山東鄉試第三十四名舉人。成化二十三年（1487年）中式丁未科會試第三百十五名，三甲第一百零八名進士。弘治七年（1494年）十二月实授陕西道監察御史，十四年赴陕西河套纪功，出官夔州府知府，正德三年（1508年）正月考察闲住。

## 家族
曾祖王德銘；祖父王謙；父王繹，教諭。母劉氏。严侍下。